# Jesús Herrera
Jesús Herrera Jaime (Artemisa, 4 aprile 1995) è un pallavolista cubano, opposto della Sir Safety Perugia.

## Carriera

### Club
La carriera di Jesús Herrera inizia nei tornei amatoriali cubani, giocando per l'Artemisa. Nella stagione 2018-19 approda nella Liga Argentina de Voleibol, dove difende i colori dell'Obras Sanitarias, con il quale si aggiudica la Coppa ACLAV, mentre nella stagione seguente difende i colori del Bolívar, sempre nel medesimo campionato, conquistando la Supercoppa argentina. Nel campionato 2020-21 approda allo Chaumont, nella Ligue A francese: resta legato ai transalpini per un biennio, aggiudicandosi una Supercoppa francese e una Coppa di Francia.
Nell'annata 2022-23 viene ingaggiato dalla Sir Safety Perugia, nella Superlega italiana, con cui vince tre Supercoppe italiane, due campionati mondiali per club, la Coppa Italia 2023-24, lo scudetto 2023-24 e la Champions League 2024-25.

### Nazionale
Nel 2018 debutta nella nazionale cubana, con la quale si aggiudica la medaglia di bronzo alla Coppa panamericana, torneo nel quale conquista invece l'oro nell'edizione seguente. Segue la conquista della medaglia d'argento ai XVIII Giochi panamericani e alla Volleyball Challenger Cup 2019 (passando dalle qualificazioni nordamericane, dove viene premiato come miglior opposto), prima di aggiudicarsi un altro oro alla NORCECA Champions Cup 2019, insignito del premio come miglior servizio. 
Nel 2022 conquista l'oro alla NORCECA Final Six, dove viene insignito del premio come miglior opposto, seguito da altri due ori alla Volleyball Challenger Cup e alla Coppa panamericana, dove viene premiato nuovamente come miglior opposto, mentre un anno dopo vince l'ennesimo oro ai XXIV  Giochi centramericani e caraibici e il bronzo al campionato nordamericano.

## Palmarès

### Club
- Campionato italiano: 1

2023-24
- Coppa ACLAV: 1

2018
- Coppa di Francia: 1

2021-22
- Coppa Italia: 1

2023-24
- Supercoppa argentina: 1

2019
- Supercoppa francese: 1

2021
- Supercoppa italiana: 3

2022, 2023, 2024
- Campionato mondiale per club: 2

2022, 2023
- Champions League: 1

2024-25

### Nazionale (competizioni minori)
- Coppa panamericana 2018
- Coppa panamericana 2019
- Giochi panamericani 2019
- Volleyball Challenger Cup 2019
- NORCECA Champions Cup 2019
- NORCECA Final Six 2022
- Volleyball Challenger Cup 2022
- Coppa panamericana 2022
- Giochi centramericani e caraibici 2023

### Premi individuali
- 2019 - Campionato sudamericano per club: Miglior opposto
- 2019 - Qualificazioni nordamericane alla Volleyball Challenger Cup: Miglior opposto
- 2019 - NORCECA Champions Cup: Miglior servizio
- 2022 - NORCECA Final Six: Miglior opposto
- 2022 - Coppa panamericana: Miglior opposto